# Sági János
Sági János (1900-ig Stegmüller, Keszthely, 1874. június 23. – Budapest, 1938. szeptember 10.) író, néprajzi író, lapszerkesztő, telekkönyvi szakértő.

## Életrajza
Stegmüller Károly asztalos és mértékhitelesítő és Horváth Mária fiaként született Keszthelyen. Szülővárosában végezte a polgári iskola hat osztályát, majd Regedébe ment a német nyelv elsajátítása végett, ahol egy évig járt a polgári iskolába. Ezután Keszthelyen az V. osztályból magánvizsgát tett. Ugyanott a telekkönyvi hivatalnál díjtalan írnok volt két és fél évig, ezután kinevezték a nagykanizsai királyi törvényszékhez díjnoknak. Időközben telekkönyvvezetői vizsgát tett. 1892-től a Keszthelyi Hírlap társszerkesztője, heti cikkírója és a hírrovat vezetője volt. 1894. június 25-én a letenyei járásbíróságnál írnok lett. 1897 júniusában a keszthelyi királyi járásbirósághoz helyezték át, ahol telekkönyvi írnokként dolgozott. 1900-ban Stegmüller családi nevét Ságira változtatta. 1902-ben a keszthelyi Balatoni Múzeum Egyesület megválasztotta a néprajzi osztályának vezetőjévé. 1910-ben a móri járásbíróságra került telekkönyvvezetőnek, majd ugyanezen minőségben dolgozott a Pest vidéki törvényszéken. Nyugdíjazását követően, szülővárosából 1918-ban elköltözött, ezen időszak után már néprajjzal sem foglalkozott. Ingatlanközvetítő irodát nyitott Budapesten 1919-ben.

## Munkássága
Ő eszközölte ki, hogy francia Pathe filmgyár Keszthelynél filmfelvételeket készítsen a jégi halászatról. Jelentős szerepet töltött be a Balatoni Múzeum néprajzi gyűjteményének létrehozásában, Keszthely környéki néprajzi kutatásaival tevékenyen részt vett mind a tárgyi emlékek, népi hagyományok és fényképek összegyűjtésében. Ő írta meg az első részletes balatoni útikalauzt, de A magyar nép művészete című sorozat két kötete is túlnyomórészt az ő munkája: A Balatonvidéki magyar pásztornép művészete (1911) és A dunántúli magyar nép művészete (1912). Szaktanulmányait a Telekkönyvi Szaklap közölte, melynek egyúttal szerkesztője is volt, de egyidejűleg az Ethnographia és az Archaeologiai Értesítő című lapok is közölték munkáit. Elsők között ismerte fel a Balaton értékét és a hozzákapcsolódó nemzetközi idegenforgalom jelentőségét, valamint kulturális hasznát is. Szalay Sándorral közösen készített el Balaton címmel egy egész estés előadást, melynek sorát 160 darab színes diaképet és 15 mozgóképet is vetítettek a közönségnek. Ennek képeit 1903-tól mintegy 15 éven keresztül át a budapesti Uránia Színház is bemutatta, 1905-ben Keszthelyen is látható volt.
Irodalmi munkásságát leginkább a Balaton-kultusz ügyeinek szentelte.

## Fontosabb művei
- Keszthely és balatoni fürdőjének ismertetése (Keszthely, 1902);
- Telekkönyvi mintatár (Vajda Adolffal, Bp., 1902);
- A Balaton írásban és képben (Keszthely, 1903);
- Néprajzi kincseink gyűjtése (Keszthely, 1905);
- A Tisza (Szalay Sándorral, Bp., 1906);
- Reformot kérünk! Tanulmány Keszthely és Balaton-fürdőjének fölvirágoztatása érdekében (Keszthely, 1906);
- Gőzhajó-kirándulás Almáditól Badacsonyig (Keszthely, 1908);
- Keszthely, Balaton- és Hévízfürdő (Keszthely, 1910);
- A kezelői tanfolyam és vizsga igazságügyi tisztviselők részére (Bp,, 1912);
- Telekkönyvi és kataszteri részletek számozása (Bp., 1913).